# Myliobatidae
Myliobatidae é a família de raias a que pertence a jamanta e as raias-águia, à qual pertencem os seguintes géneros:
- Myliobatis
- Rhinoptera
- Pteromylaeus
- Aetobatus
- Aetomylaeus
- Manta
- Mobula

Segundo alguns autores, esta família localiza-se na ordem Myliobatiformes.